# Johann Heinrich Justus Vollmöller
Johann Heinrich Justus Vollmöller (* 20. Juli 1781 in Offenbach am Main; † 19. November 1854 in Ilsfeld) war ein deutscher Prinzenerzieher, Pfarrer und Mitglied des Seracher Dichterkreises.

## Leben
Ab 1800 studierte er Evangelische Theologie an der Ludoviciana in Gießen sowie am Tübinger Stift. Hier erwarb er umfangreiche Sprachkenntnisse: Französisch, Italienisch, Latein, Griechisch, Hebräisch, Persisch, Arabisch und Türkisch. Von 1808 bis 1810 war er in Weikersheim Prinzenerzieher von Prinz Friedrich August Karl, dem späteren Fürst zu Hohenlohe-Öhringen, Sohn von Friedrich Ludwig zu Hohenlohe-Ingelfingen. 1811 bis 1821 war er als Pfarrer in Unterheimbach bei Bretzfeld tätig. Ab 1821 war er Pfarrer in Onstmettingen bei Ebingen, der Pfarrei von Philipp Matthäus Hahn. 
Als Kenner des Persischen und Arabischen gab er zudem Sprachunterricht, übersetzte Bücher und Schriften aus den alten und orientalischen Sprachen und pflegte Kontakt zu Graf Alexander Christian Friedrich von Württemberg und dem Seracher Dichterkreis. Den Ruhestand verlebte er in Ilsfeld.